# Unterirsingen (Zollhaus)

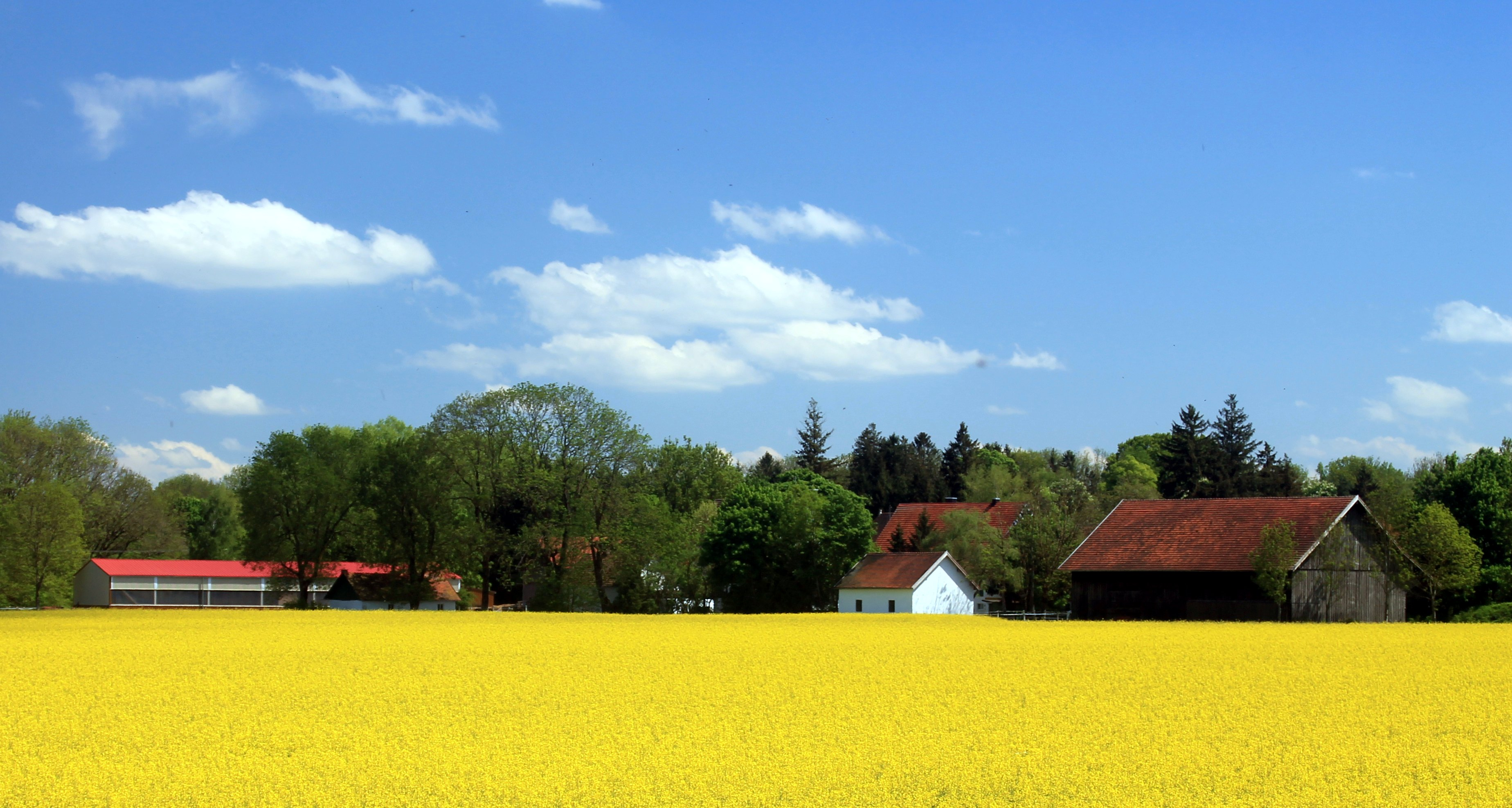
Nordwestansicht von Unterirsingen (Zollhaus)

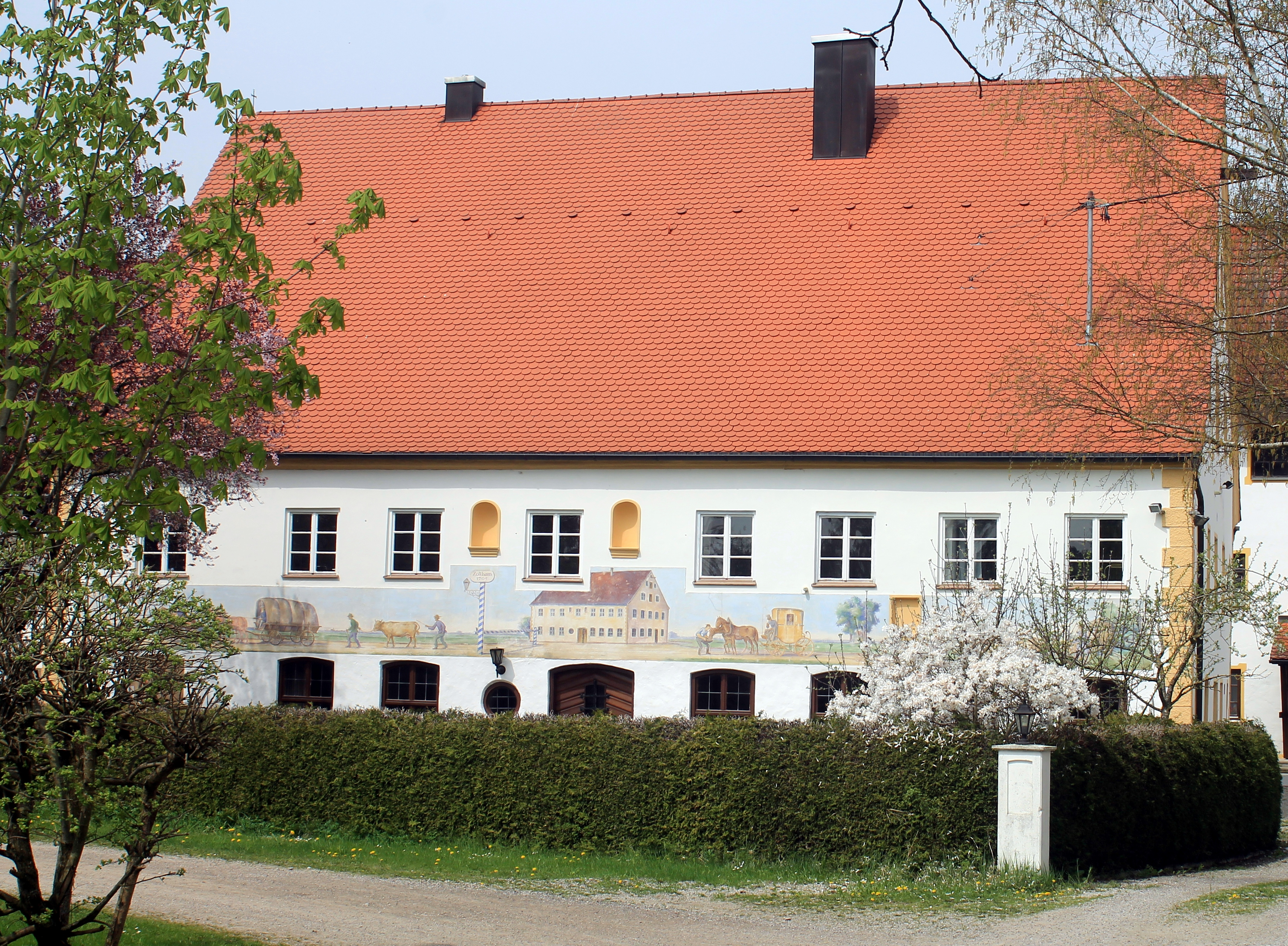
Das ehemalige Zollhaus

Unterirsingen (Zollhaus) ist ein Weiler im Gebiet des oberschwäbischen Marktes Türkheim im Landkreis Unterallgäu in Bayern.

## Name
Im amtlichen Kartenwerk wird der Weiler mit der Schreibweise Unterirsingen (Zollhaus) vermerkt. Die lokale Ausschilderung verwendet nur die Bezeichnung Zollhaus.

## Lage
Unterirsingen mit seinen etwa zehn Gebäuden liegt direkt am Westufer der Wertach. Der Hauptort Türkheim liegt zwei Kilometer nördlich von Unterirsingen. Unmittelbar durch die Ansiedlung verläuft die Kreisstraße MN10.

## Geschichte
Die erste urkundliche Erwähnung von Irsingen geht auf das Jahr 1084 zurück. Irsingen hatte schon früh mehrere Siedlungsschwerpunkte. Ab dem Ende des 13. Jahrhunderts wurde daher zwischen Oberirsingen und Unterirsingen unterschieden. Gelegentlich wurde Unterirsingen auch als Niederirsingen bezeichnet. In den ältesten Dokumenten taucht auch die Schreibweise Ursingen auf. Unterirsingen geht auf ein altes Welfengut zurück und bildete im Mittelalter ein eigenes Pfarrdorf. Zunächst hatte die Klosterstiftung Altdorf-Weingarten Besitztümer in Unterirsingen.
Das Kloster Steingaden erwarb im Laufe der Jahrhunderte bis zur Säkularisation viele Besitztümer in Unterirsingen.
Im Jahre 1861 lebten noch 23 Einwohner in dem Weiler. Unterirsingen war zu diesem Zeitpunkt einer der beiden Ortsteile der Gemeinde Irsingen. Mit der Gebietsreform im Jahre 1978 wurde Unterirsingen dann zusammen mit Irsingen nach Türkheim eingemeindet.

## Wertachbrücke

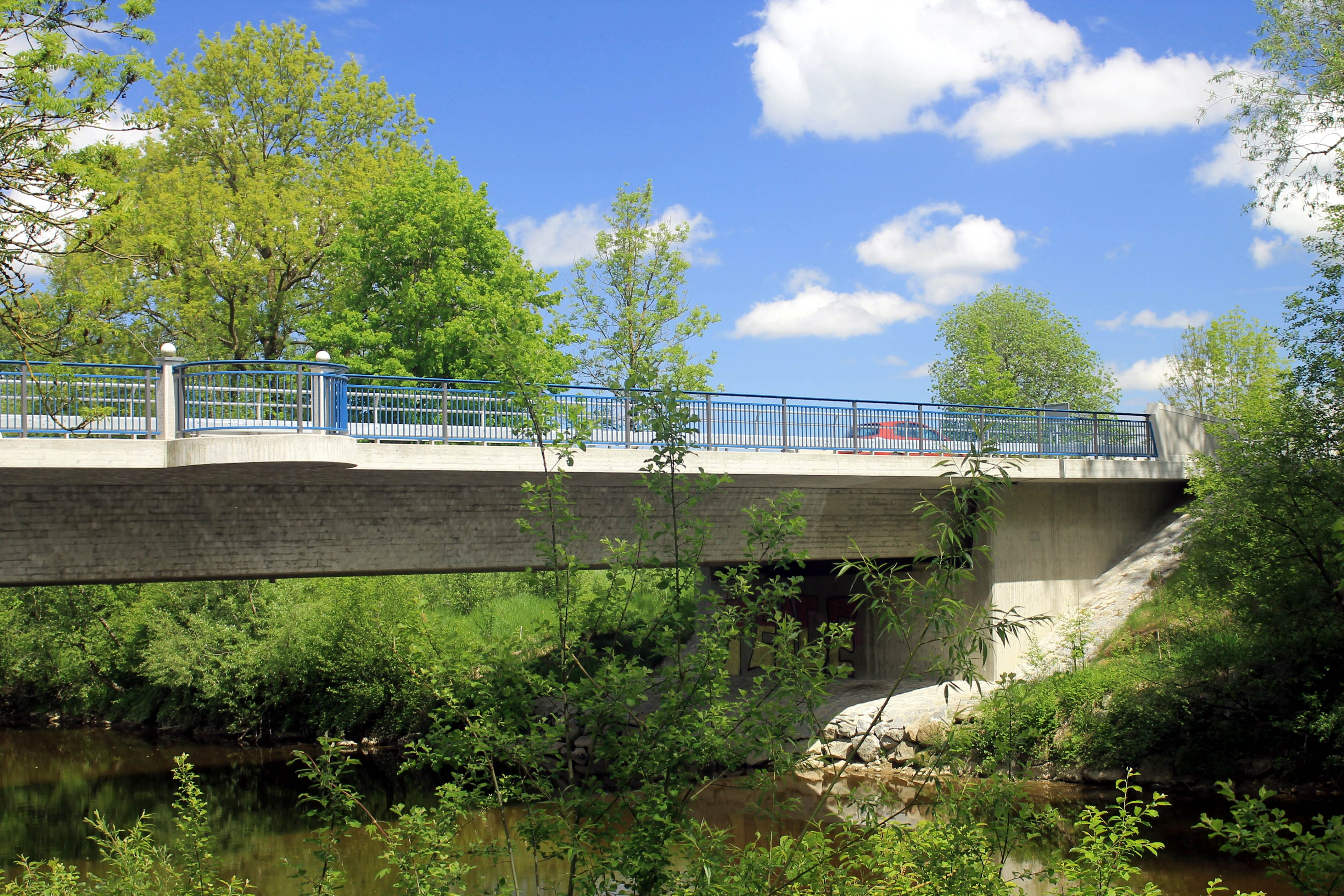
Wertachbrücke

Schon seit Jahrhunderten befindet sich mit der Wertachbrücke neben dem Zollhaus ein wichtiger Übergang. Die in Ost-West-Richtung verlaufende Straßenverbindung zwischen Memmingen und München überquert hier, nach dem Lech, die Wertach als größten Fluss. Anlässlich einer Brückenerneuerung im Jahre 1809 wurde die Wertach im Bereich Unterirsingen auf einem kurzen Abschnitt begradigt, um die Brücke besser vor der Strömung des Flusses zu schützen. Bis in die Zeit nach dem Zweiten Weltkrieg, bevor die Bundesstraße 18 als Schnellstraße neu trassiert wurde, floss der Fernverkehr zwischen München und Memmingen über die Brücke bei Unterirsingen. Das aktuelle Brückenbauwerk ist ein Neubau, der am 13. November 2009 dem Verkehr übergeben wurde.